# Run & Hide
Run & Hide ist ein im Jahr 2005 veröffentlichtes Lied der deutschen Pop-Sängerin Gracia, mit dem sie Deutschland beim Eurovision Song Contest 2005 vertrat. Geschrieben wurde das Lied von Bernd Meinunger, produziert von David Brandes und Jane Tempest.

## Veröffentlichung
Die Single, die durch Brandes’ Label Bros Music am 31. Januar 2005 erschien, enthält zusätzlich zur Single-Version des Liedes die knapp zehnminütige Extended-Version, die Unplugged-Version und das dazugehörige Musikvideo. Regie beim Dreh des Videos führte Sascha Kramer.

## Eurovision Song Contest 2005
Als Vertreterin einer der vier größten EBU-Beitragszahler war Baur mit dem deutschen Beitrag direkt für das Finale des Eurovision Song Contests 2005 qualifiziert. Run & Hide bekam vier Punkte und belegte somit den letzten Platz. Es war die schlechteste deutsche Platzierung seit 1995, als Stone & Stone mit nur einem Punkt ebenfalls den letzten Platz für Deutschland belegten.

## Verdacht auf Chartmanipulation
Im Jahr 2005 kam es zum sogenannten Chartskandal. Hierbei soll Produzent Brandes tausende CDs seiner eigenen Künstler (Gracia, Vanilla Ninja und Virus Incorporation) selbst gekauft haben, um ihnen „einen klaren Wettbewerbsvorteil“ zu verschaffen. Daraufhin wurden neben zwei Alben und zwei Singles von Vanilla Ninja und Heaven Is a Place on Earth von Virus Incorporation auch die Single Run & Hide für drei Monate aus den Charts verbannt.

## Chartplatzierungen
Run & Hide stieg in Deutschland auf Platz 20 ein und hielt sich neun Wochen in den Singlecharts. In Österreich erreichte der Titel Rang 57 für zwei Wochen.
| ChartsChartplatzierungen | Höchstplatzierung | Wochen |
| ------------------------ | ----------------- | ------ |
| Deutschland (GfK)        | 20 (9 Wo.)        | 9      |
| Österreich (Ö3)          | 57 (2 Wo.)        | 2      |